# Petite Émilie
Singles de Keen'V
La Vie du bon côté
(2013) Dis-moi oui (Marina)
(2014)
Petite Émilie est un extrait de l'album La vie est belle du chanteur Keen'V sorti en 2012.
Le clip de Petite Émilie est sorti le 19 décembre 2013, elle a été écrite pour essayer de sensibiliser les jeunes sur le harcèlement scolaire.

## Classement par pays
| Classement (2015) | Meilleure position |
| ----------------- | ------------------ |
| France (SNEP)     | 34                 |